# Zwartgeel elfenbankje
Het zwartgeel elfenbankje (Flaviporus brownii) is een schimmel behorend tot de familie Steccherinaceae. Het leeft saprotroof op loofhout.

## Kenmerken

### Uiterlijke kenmerken
Het is een polyporoïde paddenstoel met een spreidend of spreidend gebogen vruchtlichaam, tot 12 cm breed. Soms vormt het waaiervormige hoedjes tot 5 cm lang, 0,8-4 cm breed, hard en bros. Hun bovenoppervlak is donkerbruin in rode tinten, concentrisch gezoneerd, met een dunne huid. Het hymenale oppervlak is chroom tot zwavelgeel als het jong is en wordt lichter als het droog is. De poriën zijn klein, nauwelijks zichtbaar met het blote oog en meten 8-10 per 1 mm. De buisjes zijn tot 1 mm lang. Hij is rood in KOH.

### Microscopische kenmerken
De soort heeft een dimitisch hyfensysteem. De generatieve hyfen hebben ligamenten en zijn meestal moeilijk te vinden. Het makkelijkst zijn ze te zien dicht bij de opening van de buisjes. Ze zijn 2 à 3 µm breed. De skelethyfen zijn hyaliene en dikwandig, 2 à 4 µm breed. Sommige hebben cystidia met ingelegde toppen (metuloïden). Hun ingelegde deel is 30-70 µm lang en 4-7 µm breed. Basidia zijn 4-sporig, knotsvormig en meten 10–12 × 4–5 µm met een basale gesp. Basidiosporen zijn breed ellipsvormig, vaak enigszins axiaal afgeplat, glad, dunwandig, niet-amyloïde en meten 2,6–2,8 × 1,8–2 µm.

## Ecologie
De saprotrofe schimmel groeit op het hout van loofbomen. In Europa komt het alleen voor op constructiehout in mijnen, kassen op vochtige plaatsen met een constante temperatuur. Het veroorzaakt witrot van hout.

## Verspreiding
Het zwartgeel elfenbankje komt voor in enkele Europese landen, Afrika, Australië, Zuid-Amerika, Mexico en op enkele eilanden. De paddenstoel komt zeer zeldzaam voor in Nederland en België.